# 12418 Tongling
12418 Tongling este un asteroid din centura principală de asteroizi.

## Descriere
12418 Tongling este un asteroid din centura principală de asteroizi. A fost descoperit pe 23 octombrie 1995 la Xinglong în cadrul programului Beijing Schmidt CCD Asteroid Program. Asteroidul prezintă o orbită caracterizată de o semiaxă mare de 2,97 ua, o excentricitate de 0,13 și o înclinație de 11,7° în raport cu ecliptica.